# Пязелево
Пя́зелево (фин. Pääsölä) — исторический район Павловска (Пушкинский район Санкт-Петербурга).

## История
Первое упоминание относится к 1500 году (Пязнево) (Никольский Ижерский погост Ореховского уезда Водской пятины).
После присоединения края к Швеции и распространения лютеранства деревня Пязелево (фин. Pääsölä) была приписана к приходу Венйоки.
Упоминается на карте Ингерманландии А. И. Бергенгейма, составленной по материалам 1676 года, как деревня Pesila.
На шведской «Генеральной карте провинции Ингерманландии» 1704 года — как деревня Passula.
Как деревня Пассула она обозначена на «Географическом чертеже Ижорской земли» Адриана Шонбека 1705 года.
На карте Санкт-Петербургской губернии Я. Ф. Шмидта 1770 года обозначена как деревня Пезлова.
На карте Санкт-Петербургской губернии Ф. Ф. Шуберта 1834 года — как деревня Пязелево, состоящая из 34 крестьянских дворов.

ПЯЗЕЛЕВО — деревня, принадлежит ведомству Царскосельского дворцового правления, число жителей по ревизии: 127 м. п., 133 ж. п. (1838 год)

В пояснительном тексте к этнографической карте Санкт-Петербургской губернии П. И. Кёппена 1849 года она записана как деревня Pääsölä (Пязелево) и указано количество её жителей на 1848 год: ингерманландцев-савакотов —  135 м. п., 141 ж. п., всего 276 человек.
Деревня Пязелево, состоящая из 34 дворов, упоминается на карте профессора С. С. Куторги 1852 года.

ПЯЗЕЛЕВО — деревня Царскосельского дворцового правления, по почтовому тракту, число дворов — 33, число душ — 132 м. п. (1856 год)

Согласно «Топографической карте частей Санкт-Петербургской и Выборгской губерний» 1860 года деревня Пязелево также состояла из 34 дворов.

ПЯЗЕЛЕВО — деревня удельная при речке Поповке, число дворов — 34, число жителей: 154 м. п., 133 ж. п. (1862 год)

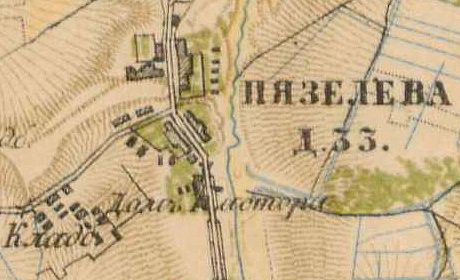
План деревни Пязелево. 1885 год

Согласно «Карте окрестностей Санкт-Петербурга» в 1885 году деревня называлась Пязелева и состояла из 33 крестьянских дворов.
В конце XIX — начале XX века деревня административно относилась к 3-му стану Царскосельского уезда Санкт-Петербургской губернии. По приходским данным население деревни было исключительно финским.
С 1917 по 1920 год деревня Пязелево находилась в составе Гуммолосарского сельсовета Кошелевской волости Детскосельского уезда.
С 1920 года — в составе Слуцкой волости.
С 1923 года — в составе Троцкого уезда.
С 1924 года — в составе Перелесенского сельсовета.
С 1926 года — вновь в составе Гуммолосарского сельсовета. Согласно данным переписи населения СССР 1926 года в деревне Пязелево проживали 415 человек — большинство финны, а также русские.
С февраля 1927 года — в составе Детскосельской волости. С августа 1927 года — в составе Детскосельского района.
С 1930 года — в составе Ленинградского Пригородного района.
С 1931 года — в составе Тярлевского сельсовета.
По данным 1933 года деревня Пязелево входила в состав Тярлевского сельсовета Ленинградского Пригородного района.
С 1936 года — в составе Слуцкого (Павловского) района.

План деревни Пязелево. 1941 год

Согласно топографической карте РККА 1941 года деревня насчитывала 101 двор.
В годы войны в районе деревни располагалась немецкая 406-мм гаубичная батарея, обстреливавшая позиции Красной армии в районе Пулково. Немецкие войска были выбиты из деревни 23 января 1944 года полками 56-й дивизии Красной Армии.
В 1952 году население деревни составляло 450 человек.
С 1 июля 1953 года — в составе Пушкинского района Ленинграда.

## География
Исторический район расположен при впадении речки Поповки в Славянку.

## Транспорт
Через Пязелево проходят несколько автобусных маршрутов:
- № 339 (вокзал Павловск — Горная улица — Динамо);
- № 528 (вокзал Павловск — Антропшино — Коммунар);
- № 529 (вокзал Павловск — Антропшино — Коммунар — Гатчина);
- № 545 (вокзал Пушкин — вокзал Павловск — Динамо — Коммунар);
- К-545 (станция метро «Московская» — вокзал Пушкин — вокзал Павловск — Коммунар — Лукаши).

## Инфраструктура
На территории исторического района расположены садоводства.

## Фото

Пязелево. Долина реки Поповки
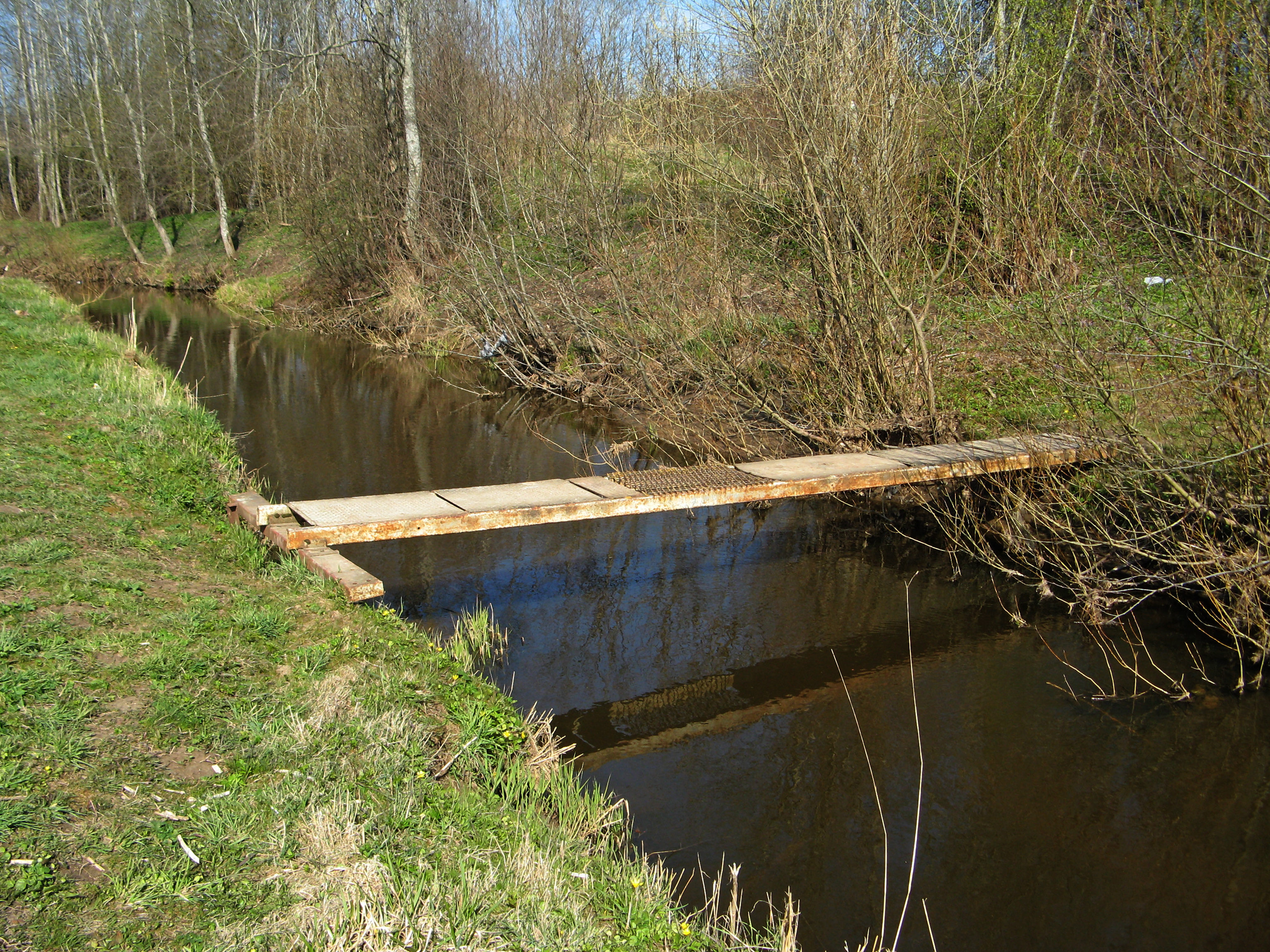
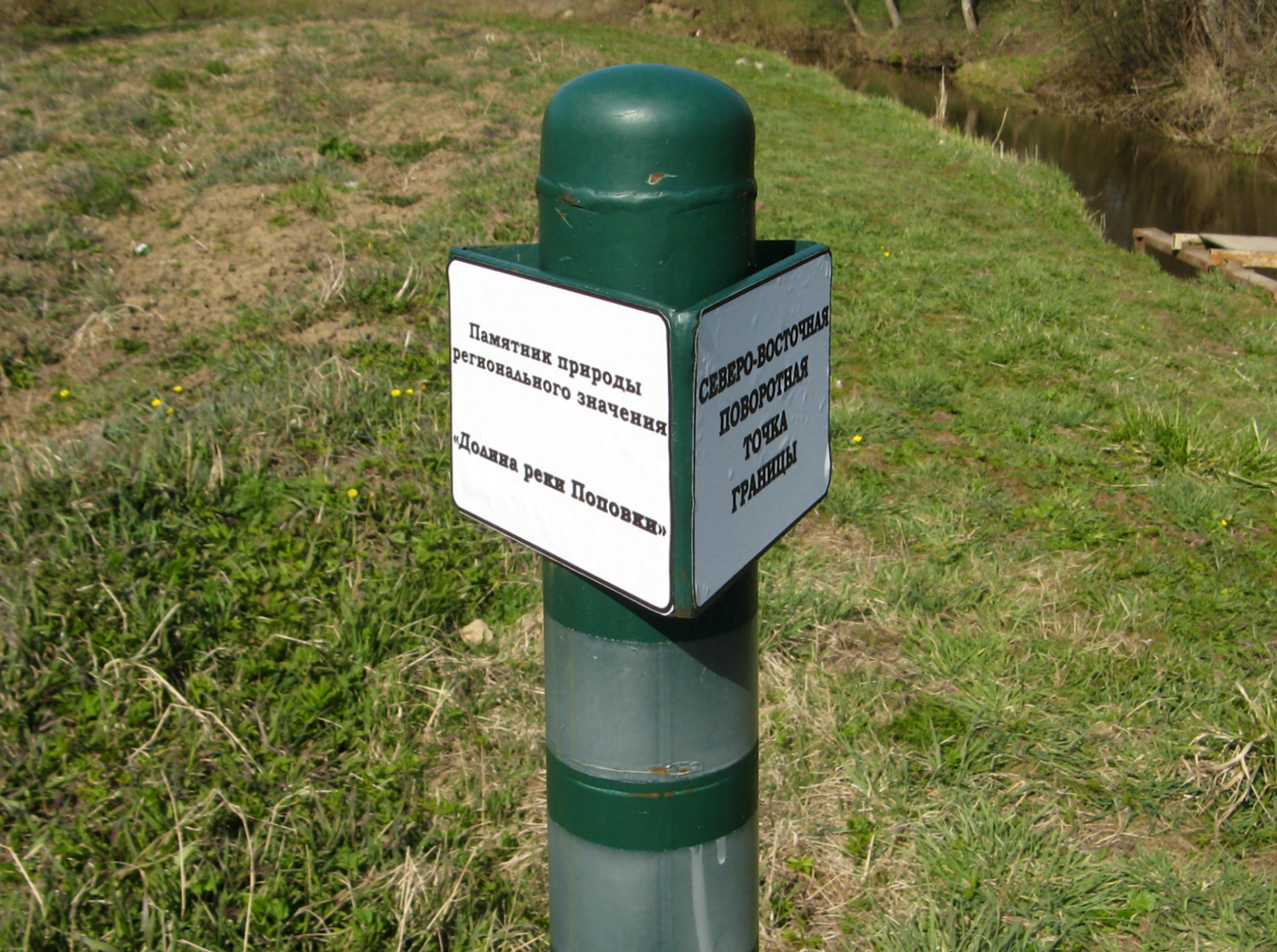